# Loraine Moore
Loraine Elizabeth Moore (1911–1988) foi uma gravurista americana.
O seu trabalho está incluído nas colecções do Museu de Arte de Seattle, da Galeria Nacional de Arte de Washington e do Museu de Arte de Dallas.